# ألبيتوني
ألبيتوني (بالإيطالية: Albettone)‏ هي مدينة في مقاطعة فشنزة بمنطقة فنيتة، شمال إيطاليا.